# Rosa 'Abraham Darby'
'Abraham Darby' ( siendo el nombre del obtentor registrado 'AUScot'), es un cultivar de rosa que fue conseguido en Reino Unido en 1985 por el rosalista británico David Austin.

## Descripción
'Abraham Darby' es una rosa moderna cultivar del grupo « English Rose Collection ».
El cultivar procede del cruce de 'Aloha' (híbrido de té, Boerner 1949) x 'Yellow Cushion'.
Las formas arbustivas del cultivar son altas tienen porte arqueado que alcanza más de 120 a 305 cm de alto con 90 a 150 cm de ancho. Las hojas son de color verde medio brillante de tamaño medio.
Sus delicadas flores de color albaricoque y rosa claro, bordes más claros. Fuerte fragancia frutal. Flor 70 pétalos. El diámetro medio de 5". Rosas grandes, muy completas (41 + pétalos), racimo de flores, en pequeños grupos, en forma de copa, forma flor pasada de moda, en cuartos.
Florece de una forma prolífica, continua (perpetua) florecen durante la temporada en grandes cogollos.

## Origen
El cultivar fue desarrollado en Reino Unido por el prolífico rosalista británico David Austin en 1985. 'Abraham Darby' es una rosa híbrida con ascendentes parentales de cruce de 'Aloha' (híbrido de té, Boerner 1949) x 'Yellow Cushion'.
El obtentor fue registrado bajo el nombre cultivar de 'AUScot' por David Austin en 1985 y se le dio el nombre comercial de exhibición 'Abraham Darby'™.
También se le reconoce por los sinónimos de 'AUScot', 'Abraham', 'Candy Rain', 'Country Darby', 'Abrahamx xyzzy', 'Country Darby tree' y 'Abraham Derby'.
- La rosa fue conseguida antes de 1985 e introducida en el Reino Unido por David Austin Roses Limited (UK) en 1985 como 'Abraham Darby'.[1]
- La rosa 'Abraham Darby' fue introducida en Estados Unidos con la patente "United States - Patent No: PP 7,215".[1]
- La rosa 'Abraham Darby' fue introducida en Australia con la patente "Australia - Application No: 1990/046  on  17 Apr 1990/Synonym: Abraham Darby. Applicant: David Austin Roses Ltd.".[1]
- La rosa 'Abraham Darby' fue introducida en Nueva Zelanda con la patente "New Zealand - Patent No: 481  on  2 Aug 1989".[1]

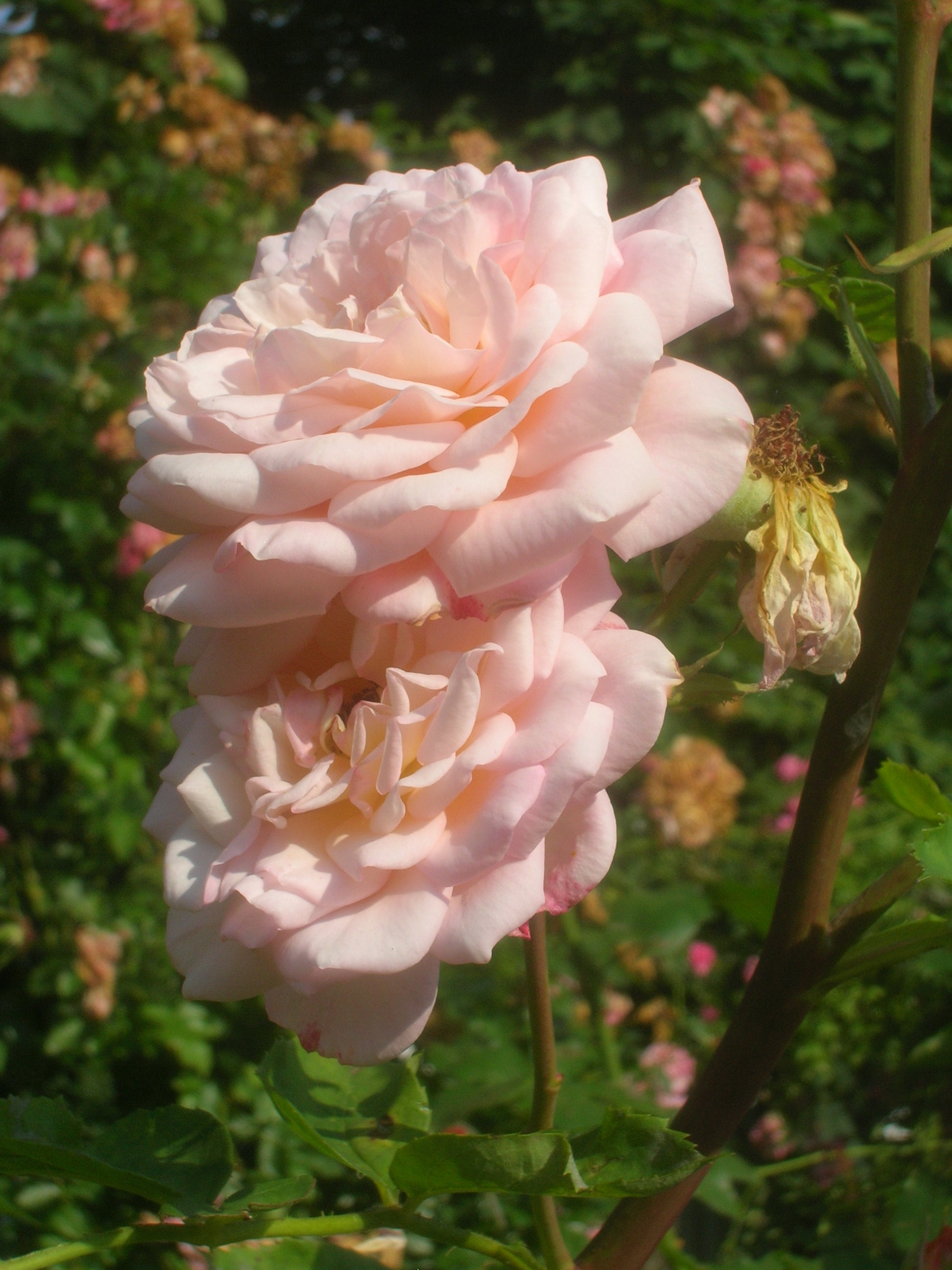
Rosa 'Abraham Darby'
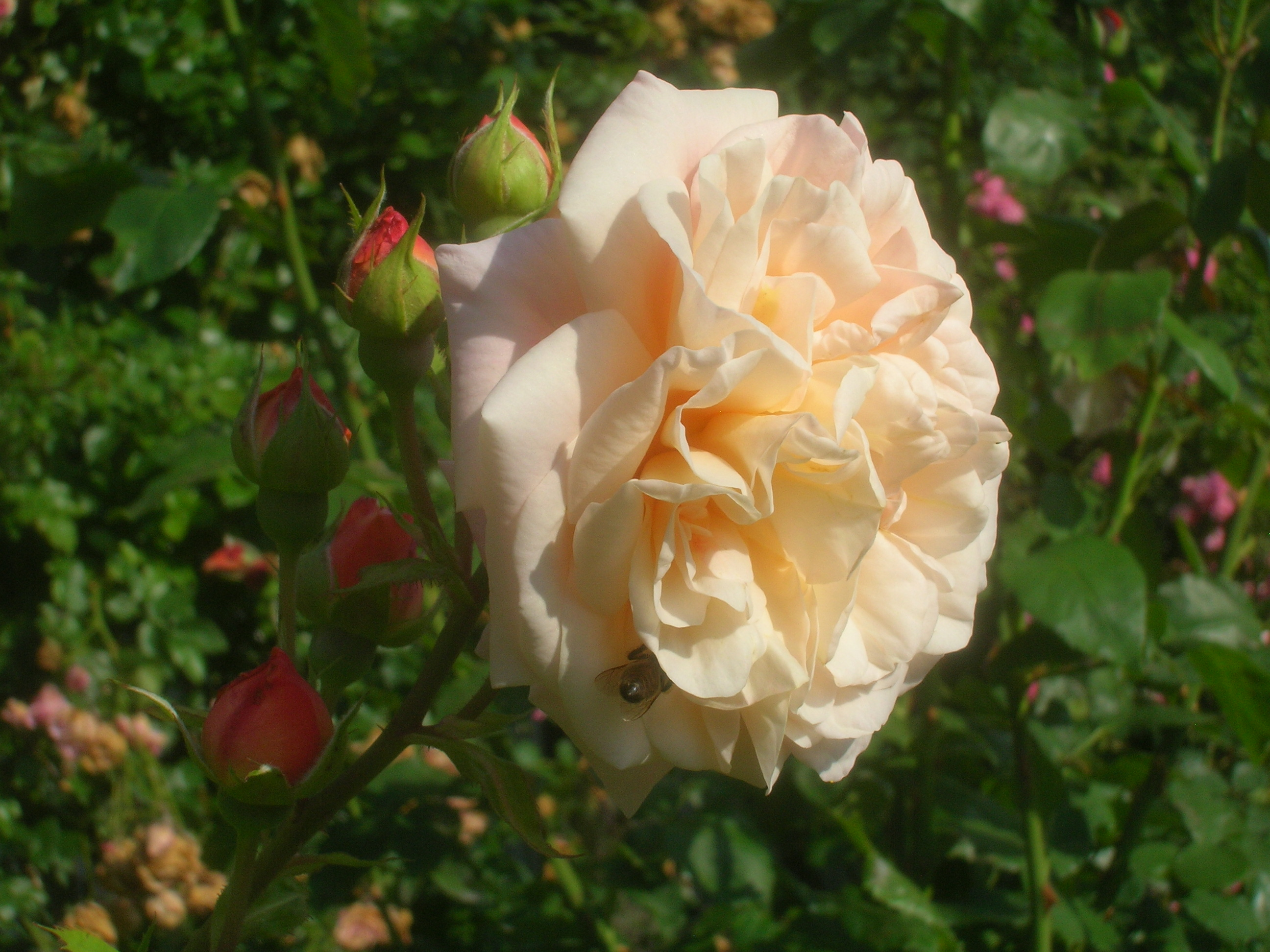
Rosa 'Abraham Darby'
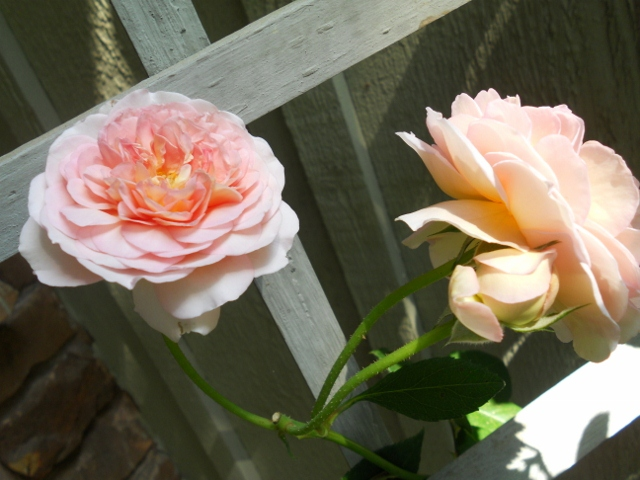
Grupo de rosas 'Abraham Darby'
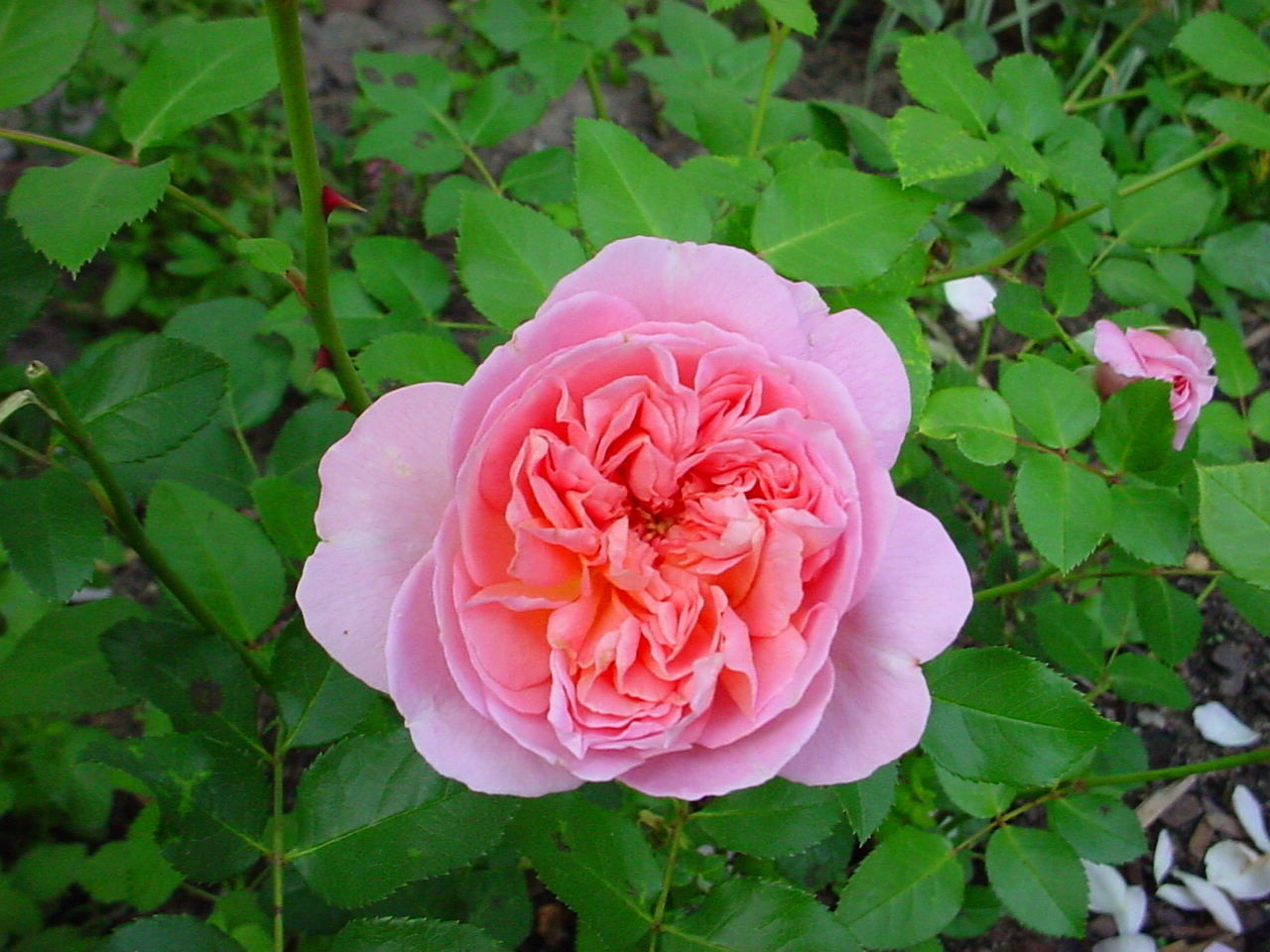
Rosa 'Abraham Darby'

## Cultivo
Aunque las plantas están generalmente libres de enfermedades, es posible que sufran de punto negro en climas más húmedos o en situaciones donde la circulación de aire es limitada. Susceptible a la roya.
Se desarrollan mejor a pleno sol. En América del Norte son capaces de ser cultivadas en USDA Hardiness Zones 5b a 10b. La resistencia y la popularidad de la variedad han visto generalizado su uso en cultivos en todo el mundo.
Puede ser utilizado para las flores cortadas, jardín o guiada como trepador. Vigorosa. En la poda de Primavera es conveniente retirar las cañas viejas y madera muerta o enferma y recortar cañas que se cruzan. En climas más cálidos, recortar las cañas que quedan en alrededor de un tercio. En las zonas más frías, probablemente hay que podar un poco más que eso. Requiere protección contra la congelación de las heladas invernales.

## Obtentoresyvariedadesderivadas
Debido a las características deseables de la rosa 'Abraham Darby', se ha utilizado como ascendente parental en cruces con otras variedades para la obtención de obtentores de nuevas rosas, así:

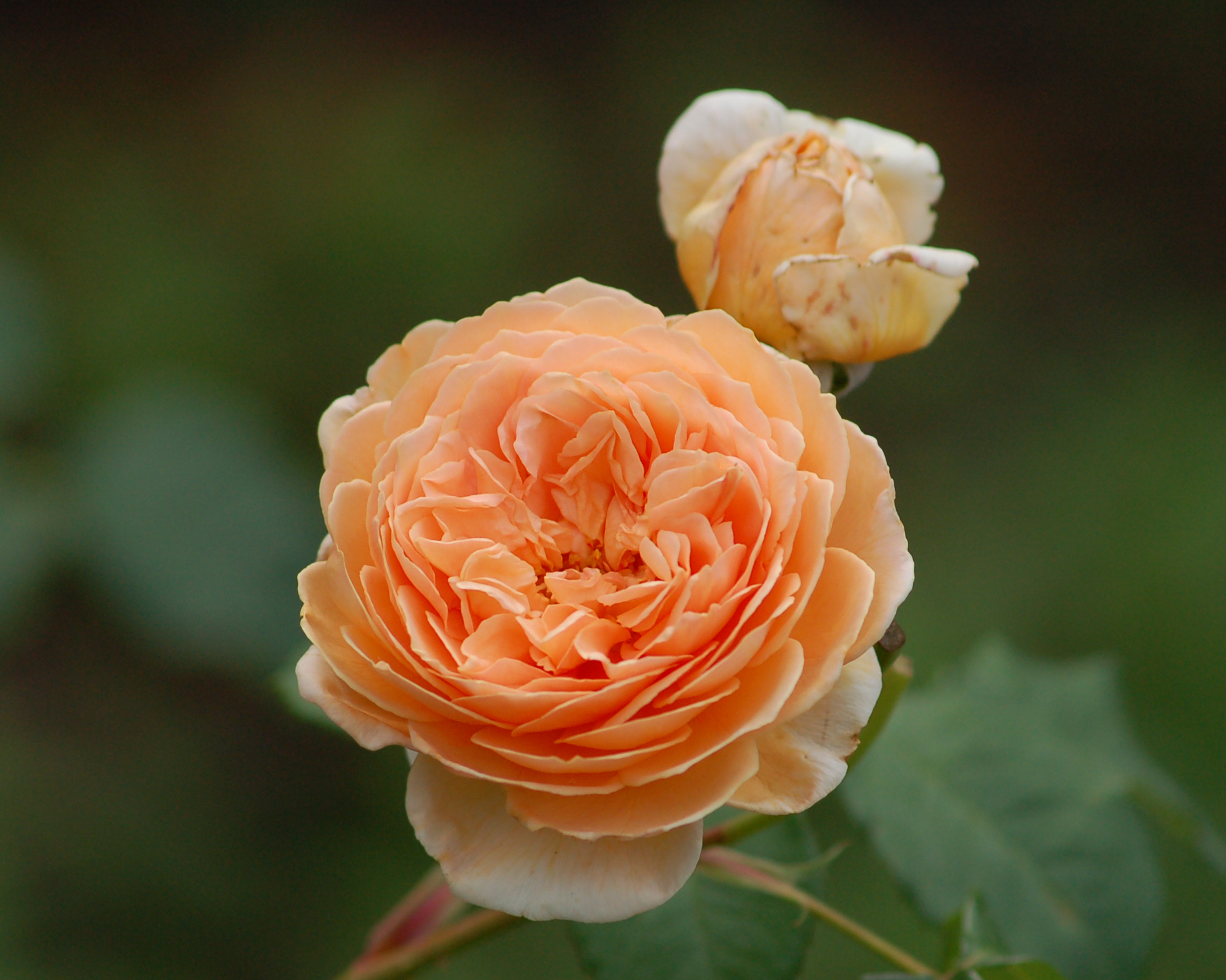
Rosa 'Crown Princess Margareta', Austin 1991/Obtenida de planta de semillero × 'Abraham Darby'.
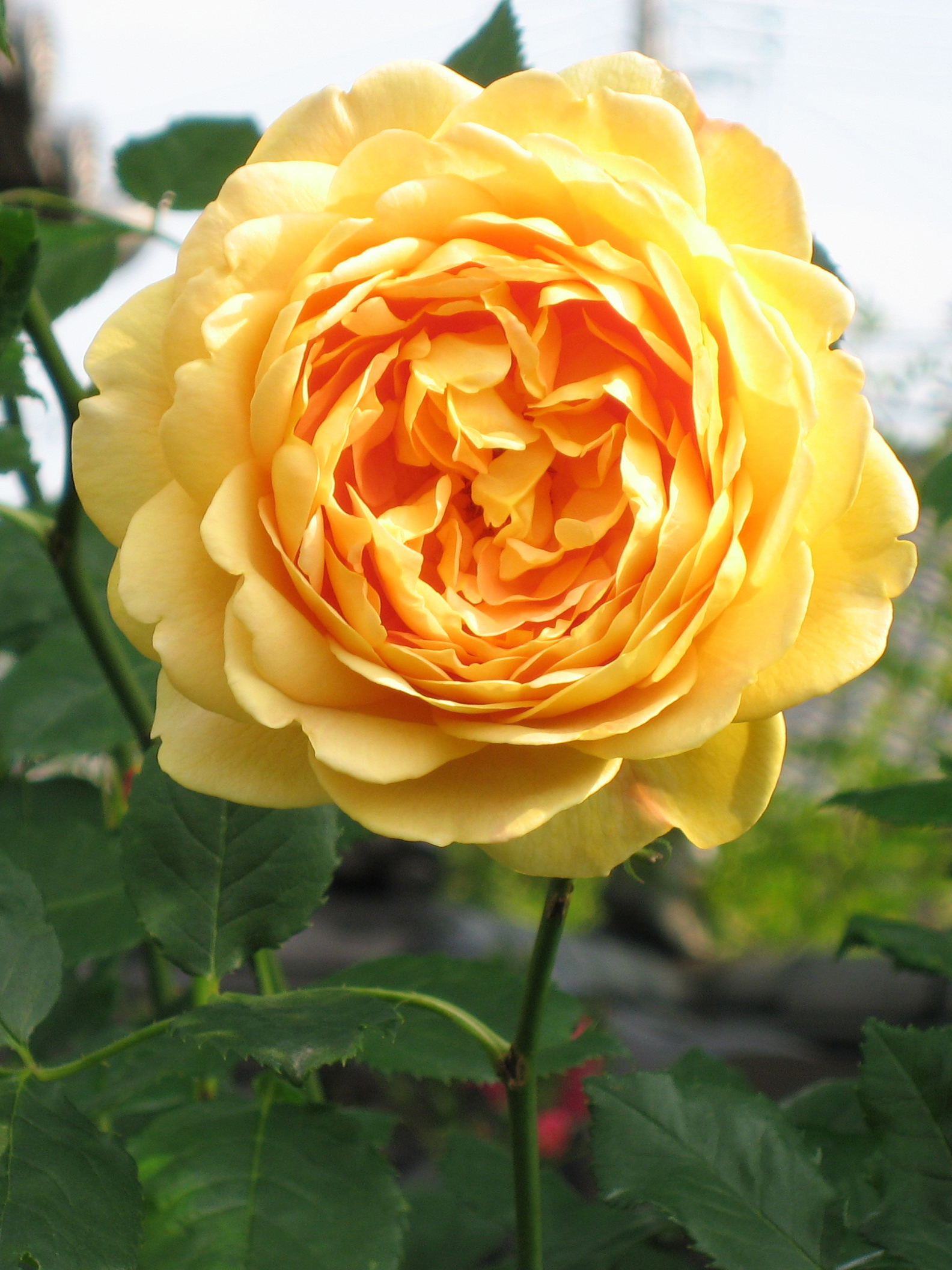
Rosa 'Golden Celebration', Austin 1991/Obtenida del cruce de 'Charles Austin' × 'Abraham Darby'.